# The Slumber Party Massacre
The Slumber Party Massacre (auch bekannt als The Slumber Party Murders im Vereinigten Königreich) ist ein US-amerikanischer Low-Budget-Horrorfilm aus dem Jahr 1982. Der Slasher-Film mit parodistischen Elementen entstand unter der Regie von Amy Holden Jones nach einem Drehbuch der feministischen Autorin und Aktivistin Rita Mae Brown. Trotz gemischter Kritiken entwickelte er sich zu einem Kultfilm und brachte 1987 und 1990 zwei kommerziell weniger erfolgreiche Fortsetzungen mit jeweils anderen Antagonisten hervor.

## Handlung
Die 18-jährige Highschool-Schülerin Trish lebt mit ihren Eltern in Venice, Los Angeles. Als Mutter und Vater eines Freitags verreisen, berichten Medien vom entflohenen Massenmörder Russ Thorn, der 1969 fünf Menschen ermordet hat. Während Trish in der Schule Basketball spielt, schlägt der Mörder erstmals zu und tötet eine Telefontechnikerin mit einer Bohrmaschine. Um „der alten Zeiten willen“ plant Trish mit ihren Freundinnen Diane, Jackie und Kim eine Pyjamaparty bei sich zuhause. Zwei weitere Mädchen schlagen die Einladung aus; Linda, weil sie sich auf einen Test vorbereiten muss und Valerie, weil Diane hinter ihrem Rücken über sie lästert. Nach Unterrichtsschluss kehrt Linda zurück zu ihrem Spind, weil sie ein Buch vergessen hat. Als sie erkennt, dass alle Schultüren verschlossen wurden, lauert der Mörder ihr auf und tötet sie mit seinem neuen Mordwerkzeug.
Nach Einbruch der Dunkelheit kommen die Freundinnen bei Trish zusammen und bringen Bier und Marihuana mit. Der fürsorgliche Nachbar Mr. Contant geht außerhalb des Hauses auf Schneckenjagd und fällt dem Mörder zum Opfer. Unterdessen schleichen sich die beiden Mitschüler Jeff und Neil mit dem Ziel, den Mädchen einen Schreck einzujagen, an Trishs Haus heran. Sie beobachten die Teenagerinnen beim Umziehen und stellen ihnen von der Garage aus den Strom ab, werden schließlich aber entdeckt und ins Haus geholt. Diane bekommt Besuch von ihrem Freund John Minor, der sie in seinem Auto mitnehmen will. Nachdem sie sich von ihren Freundinnen verabschiedet hat, kehrt sie zum Wagen zurück und findet John enthauptet vor, ehe sie selbst ermordet wird. Als der Pizzabote tot durch die offene Haustür stürzt, wird den Freunden klar, dass ein Mörder sein Unwesen treibt. Bevor sie Basketball-Trainerin Jana alarmieren können, durchtrennt Thorn den Telefonanschluss des Hauses.
Die Jungen beschließen, das Haus zu verlassen, um Hilfe zu holen. Während Jeff bereits nach wenigen Metern von der Mordwaffe durchbohrt wird, schafft es Neil zur Haustür von Valerie, die den Abend mit ihrer aufmüpfigen jüngeren Schwester Courtney verbringt. Vor dem Fernseher sitzend, reagiert sie nicht auf sein Pochen und der Mörder metzelt ihn mit mehreren Messerstichen nieder. Der schwer verletzte Jeff wird von den Mädchen nicht zurück ins Haus gelassen und vom zurückkommenden Thorn getötet. Die in Panik fliehende Jackie bekommt an der Tür die Kehle aufgeschlitzt. Trish und Kim verbarrikadieren sich daraufhin in Trishs Schlafzimmer im ersten Stock. Thorn steigt durch das Fenster ein und tötet Kim mit einem Küchenmesser, während Trish entkommen kann und sich in einem Kleiderschrank versteckt. Valerie und Courtney werden schließlich auf die Schreie aufmerksam und statten der vermeintlichen Pyjamaparty einen Besuch ab. Als sie Kims Leiche im Kühlschrank finden, verstecken auch sie sich. Die ebenfalls hinzugekommene Jana trifft im Wohnzimmer auf den Mörder und wehrt sich mit einem Schürhaken, wird trotz Trishs Hilfe aber tödlich verwundet. Thorn gibt gegenüber Trish ein Bekenntnis ab und wird, ehe er sie attackieren kann, von der herbeieilenden Valerie mit einer Machete aus dem Haus gejagt. Sie entwaffnet den Mörder und verpasst ihm zwei fatale Hiebe, woraufhin er blutüberströmt in den Swimmingpool stürzt. Einmal kehrt er noch zurück, stolpert im Zuge eines Handgemenges aber in die Machete und stirbt. Trish und die beiden Schwestern schluchzen, während in der Ferne die Sirenen der Einsatzkräfte ertönen.

## Produktion
Die Schriftstellerin Rita Mae Brown verfasste das Drehbuch unter dem Titel Don’t Open the Door als eines von zwei Projekten für Roger Cormans Produktionsfirma New World Pictures. Das als Parodie auf den Slasher-Film entworfene Skript blieb jedoch zunächst für einige Zeit liegen. Medienberichten aus dem Dezember 1979 zufolge sollte der Film ursprünglich 1,5 Millionen Dollar kosten und im Juli 1980 in die Kinos kommen. Laut Hollywood Reporter hatte Corman Tatum O’Neal und Nick Nolte als Darsteller vorgesehen.
Amy Holden Jones, die 1976 als Editorin an Joe Dantes Filmdebüt Hollywood Boulevard mitgewirkt hatte, bat Corman um eine Regiearbeit und nahm sich dem Drehbuch an. Mit einer von Dante geliehenen Kamera verfilmte sie den siebenseitigen Prolog um rund 1000 Dollar an einem Wochenende. Das zehnminütige Resultat überzeugte Corman, der darauf bestand, das Projekt weiterzuverfolgen und Jones nicht, wie erhofft, einen anderen Auftrag gab. Nach einmonatiger Vorproduktion fanden die Dreharbeiten im Sommer 1981 über einen Zeitraum von drei Wochen statt. Das Budget betrug anders als ursprünglich geplant lediglich 220.000 Dollar. Laut eigenen Angaben verzichtete Amy Jones zugunsten ihres Regiedebüts auf ein Engagement als Editorin bei Steven Spielbergs E. T. – Der Außerirdische.
Michael Villella, der den Mörder Russ Thorn verkörpert, las zur Vorbereitung auf die Rolle Helter Skelter. Außerdem isolierte sich der Method Actor am Set vom Rest der Besetzung und sprach mit niemandem, um die Angst der Mädchen echter wirken zu lassen. Zu seinen animalisch anmutenden Kopf- und Gangbewegungen ließ er sich von Pfauen inspirieren. In der Nebenrolle der Linda ist die später mit weiteren Horrorfilmen als Scream-Queen bekannt gewordene Brinke Stevens zu sehen.

## Rezeption

### Veröffentlichung
Vor der Veröffentlichung vorübergehend The Sleepless Night betitelt, wurde der Slasher bei einer Voraufführung vom Publikum begeistert aufgenommen, laut Corman so gut wie kein anderer Film von New World Pictures. Im März 1982 lief The Slumber Party Massacre erstmals in ausgewählten Autokinos in Fort Lauderdale, Florida. Am 10. September feierte der Film seine Premiere in Los Angeles, die Einspielergebnisse der ersten Woche fielen lokalen Medien zufolge bescheiden aus. Andernorts wurde der Spielfilm hingegen ein kommerzieller Erfolg, in New York kam er am 12. November 1982 in die Kinos. Obwohl Roger Corman und seine Produktionsfirma New World Pictures hinter dem Projekt stehen, werden sie in den Credits nicht genannt, den Vertrieb übernahm Santa Fe Productions.
Im Vereinigten Königreich wurde der Film unter dem Titel The Slumber Party Murders veröffentlicht, da das British Board of Film Classification das Wort „massacre“ ablehnte. Eine durch Virgin Vision vertriebene VHS-Ausgabe des Films wurde in Deutschland 1989 gemäß § 131 StGB beschlagnahmt. In den USA ist der Titel auf DVD und Blu-ray erhältlich. Shock Entertainment brachte am 26. November 2021 ein Mediabook in verschiedenen Coverart-Varianten auf den Markt, das auch eine deutsche Synchro beinhaltet.

### Kritik
Der Film erhielt bei seiner Veröffentlichung gemischte Rezensionen. Janet Maslin befand für die New York Times, The Slumber Party Massacre unterscheide sich trotz weiblicher Regisseurin und Drehbuchautorin nicht von anderen Filmen des Slasher-Genres. Die Tatsache, dass (Rita Mae) Brown und (Amy Holden) Jones offensichtlich versucht hätten, ein bisschen Satire und Innovation in das Genre zu bringen, mache die „ultimative Vulgarität“ ihres Films umso enttäuschender.

“The Slumber Party Massacre is just the usual cavalcade of corpses, all of them dispatched by a maniac who wields a power drill. At the end of the movie, a woman who has miraculously survived the carnage breaks his drill in half. That’s feminism for you, and symbolism too.”

„The Slumber Party Massacre ist bloß die übliche Flut an Leichen, alle von einem Verrückten abgefertigt, der eine Bohrmaschine schwingt. Am Ende des Films zerbricht eine junge Frau, die das Blutbad wundersamerweise überlebt hat, seinen Bohrer. Das ist Feminismus für dich, und auch Symbolismus.“

Deutlich positiver äußerte sich Dave Kehr im Chicago Reader und nannte den Film „eine der besseren Halloween-Kopien“, die einige witzige Nebenbemerkungen zu Themen wie Geschwisterrivalität und Gruppenzusammenhalt verarbeite. Seiner Ansicht nach zeigt der Film „die unbeschreibliche Art von New World Pictures, reaktionäre Genres (wie den Slasher) durch Spuren progressiver Ideologie zu unterwandern.“ Variety nannte The Slumber Party Massacre einen „unterhaltsamen Terror-Thriller“ mit einigen „stillvollen Sequenzen“ und hob diesbezüglich jene Montage lobend hervor, die Valerie beim Sehen eines Horrorfilms zeigt, während Mitschüler Neil vor der verschlossenen Haustür als tatsächliches Horroropfer endet.
In der IMDb erhält der Film durchschnittlich 5,7 von 10 Punkten, Rotten Tomatoes verzeichnet eine Bewertung von 42 Prozent, basierend auf 19 Kritikermeinungen.

### Feminismus
Wenngleich The Slumber Party Massacre in vielerlei Hinsicht die typischen Gewaltklischees des Slasher-Genres bedient, enthält der Film einige feministische Aspekte, die ihn von anderen Filmen des Horrorkinos der frühen 1980er-Jahre unterscheiden. Darüber, inwieweit der Film als „feministisch“ gelten kann, gehen die Meinungen jedoch auseinander. Vor allem die explizite Nacktheit in der ersten Filmhälfte sorgte diesbezüglich für eine Kontroverse. Regisseurin Amy Holden Jones gab an, eine ausschweifende Szene in der Gemeinschaftsdusche der Mädchen nur gedreht zu haben, um Roger Cormans typischen Anforderungen zu entsprechen. Überhaupt gingen unter der Schirmherrschaft des Produzenten die feministisch-satirischen Ansprüche des Drehbuchs weitgehend verloren. Autorin Rita Mae Brown äußerte sich dazu wie folgt:

“Horror films are one of the last places where women will make progress, because they go to the root of adolescence. They attract adolescence, on some level, even if you’re 50.”

Jim Harper, der sich 2004 in seinem Buch Legacy of Blood zwar prinzipiell positiv gegenüber dem Film zeigte, nannte die Besetzung zweier technischer Berufe mit Frauen die „einzigen Zugeständnisse an den Feminismus“ und den Rest „offensichtlich sexistisch“.
Viele Autoren heben jedoch hervor, dass der Slasher nicht wie andere seines Genres automatisch die Sicht des Killers annehme und die Protagonistinnen in ihrem Handeln ihren männlichen Gegenparts, wie auch dem Mörder, überlegen seien. Dave Kehr nannte den Film eine „selbstbewusste Übung“, mit der Jones bewusst die Konventionen des Genres untergraben würde:

“As a director, Ms. Holden Jones subverts the conventions of the genre not by mocking them, but by giving them exaggerated force and scale: hyperbolizing them into oblivion. The requisite girls’ locker room scene is filmed with a self-conscious excess — the camera, dollying among well-toned young bodies, drops low at one point to inspect a particularly shapely derrière — that seems to mock the expectations of the audience (and, no doubt, the producers) even as it fulfills them in absurd abundance.”

„Als Regisseurin untergräbt Frau Holden Jones die Konventionen des Genres nicht, indem sie sich über sie lustig macht, sondern indem sie ihnen übertriebene Kraft und Umfang verleiht: sie bis in die Vergessenheit überhöht. Die obligate Duschszene ist mit selbstbewusstem Exzess gefilmt — die Kamera tollt zwischen wohlgeformten jungen Körpern herum, fährt an einer Stelle tiefer, um einen besonders formschönen Po zu inspizieren — der mit der Erwartung des Publikums (und, kein Zweifel, jener der Produzenten) zu spielen scheint, auch wenn er sie in absurder Fülle bestätigt.“

Häufiger Diskussionsgegenstand ist die Symbolik des Films. Die Mordwaffe, eine Bohrmaschine mit drei Fuß langem Bohraufsatz, ist einem Phallus nachempfunden und der einzige Vorteil, den der schmächtige Mörder Russ Thorn gegenüber den Mädchen zu haben scheint. Am Ende der Handlung erfährt er durch die Zerstörung seiner Waffe durch eine Machete – ebenfalls ein phallisches Symbol – eine symbolische Entmannung. Das Filmplakat zeigt den Mörder breitbeinig vor vier auf dem Boden kauernden Mädchen stehen, den Bohrer zwischen den Beinen haltend. Amy Holden Jones sieht darin eine Metapher für die Angst einer Jungfrau vor dem ersten Sex. Für den Verlust der Jungfräulichkeit kann auch eine Szene zu Beginn des Films stehen, in der Trish ihre Spielsachen im Hausmüll entsorgt. Die Worte, die Thorn an Trish richtet, erinnern an jene eines Triebtäters und/oder Vergewaltigers: „You’re pretty, all of you are very pretty… It takes a lot of love for a person to do this. You know you want it. You’ll love it.“
Anders als bei anderen zeitgenössischen Slasher-Filmen wie Halloween oder Freitag der 13. gibt es am Filmende nicht nur ein, sondern gleich drei Final Girls.

## Fortsetzungen
Der ebenfalls von Roger Corman produzierte Slumber Party Massacre II wurde mit gänzlich neuem Stab umgesetzt und 1987 veröffentlicht. Anders als in Teil eins kommen übernatürliche Elemente zum Tragen, der Mörder ist ein überdrehter Rockabilly-Musiker mit einem zu einem Bohrer umfunktionierten Gitarrenhals. Die Schwestern Courtney und Valerie sind nach wie vor Teil der Handlung. Ein dritter und letzter, wiederum völlig neu besetzter Teil, Slumber Party Massacre III, entstand 1990 als konventioneller Slasher. Alle drei Filme haben gemeinsam, dass sie von Frauen geschrieben und gedreht wurden. Zusammen mit zwei weiteren Filmreihen namens Sorority House Massacre (1986–1990) und Cheerleader Massacre (2003–2011), in die Corman, seine Frau Julie oder sein Sohn als Produzenten involviert waren, ist die Trilogie Teil der Massacre-Serie.
Eine Neuverfilmung von Regisseurin Danishka Esterhazy und Drehbuchautorin Suzanne Keilly wurde am 16. Oktober 2021 vom Fernsehsender Syfy ausgestrahlt.